# Apoteket Sygehus Sønderjylland
Apoteket Sygehus Sønderjylland (tidligere Sønderborg Sygehusapotek) er et af de fem sygehusapoteker i Region Syddanmark og er offentligt ejet af regionen. Sygehusapoteket er en sygehusafdeling beliggende på Sygehus Sønderjylland.
Sygehusapoteket ledes overordnet af sygehusapoteker Flemming Sørensen. Sygehusapoteket er beliggende på Sønderborg Sygehus, og har derudover afdelinger på 2 af Sygehus Sønderjyllands øvrige matrikler.
Apoteket på Sygehus Sønderjylland beskæftiger tilsammen 19 medarbejdere, som er farmaceuter, farmakonomer samt 1 apoteksportør. Derudover har sygehusapoteket løbende farmakonomelever på praktikophold.

## Eksterne kilder, links og henvisninger
- Apoteket Sygehus Sønderjyllands hjemmeside Arkiveret 29. september 2008 hos  Wayback Machine

|  | Denne artikel om en bygning eller et bygningsværk kan blive bedre, hvis der indsættes et (bedre) billede. Du kan hjælpe ved at afsøge Wikimedia Commons for et passende billede eller lægge et op på Wikimedia Commons med en af de tilladte licenser og indsætte det i artiklen. |

|  | Denne artikel kan blive bedre, hvis der indsættes geografiske koordinater Denne artikel omhandler et emne, som har en geografisk lokation. Du kan hjælpe ved at indsætte koordinater i wikidata. |